# Stadiumi Ismail Xhemali
Stadiumi Ismail Xhemali – stadion sportowy w mieście Puka, w Albanii. Obiekt może pomieścić 4000 widzów. Swoje spotkania rozgrywają na nim piłkarze klubu KF Tërbuni.